# Zavrtače
Zavrtače este o localitate din comuna Ivančna Gorica, Slovenia, cu o populație de 19 locuitori.